# 마이클 크리스토퍼
마이클 크리스토퍼(Michael Cristofer, 1945년 1월 22일 ~ )는 미국의 극작가, 영화 감독, 배우이다. 1977년 연극 《그림자 상자》(The Shadow Box)로 퓰리처상 연극 부문, 토니상 최우수 연극상을 수상했다.

## 작품 목록
- 더 나이트 클럭 (각본, 감독)